# Berkant Göktan
Berkant Göktan (ur. 12 grudnia 1980 w Monachium) – turecki piłkarz niemieckiego pochodzenia występujący na pozycji napastnika. Był uważany za jednego z najbardziej perspektywicznych piłkarzy w Niemczech końca lat 90.

## Sukcesy

### Bayern Monachium
- Mistrzostwo Bundesligi: 1

2000/01

### Galatasaray SK
- Mistrzostwo Süper Lig: 1

2001/02